# Eudocio Rivas Roa
Eudocio Rivas Roa (Lanalhue, Arauco, 12 de agosto de 1889 - Santiago, 29 de diciembre de 1977) fue un abogado y político radical chileno. Hijo de Abdón Rivas Navarrete y Nieves Roa Repol. Contrajo matrimonio con Marta Boggiano Godoy y en segundas nupcias con María Encarnación Roach Vergara.

## Actividades profesionales
Educado en el Colegio Hispanoamericano y Liceo de Concepción. Su educación superior la cursó en la Facultad de Derecho de la Universidad de Concepción y en la Universidad de Chile, donde se graduó de abogado en 1915 con una tesis que versó sobre la nulidad de matrimonio.

## Actividades políticas
Militante del Partido Radical desde 1909 siendo dirigente del Centro Radical Juan Castellón.
Fue secretario, tesorero y presidente de la Asamblea Radical de Cañete. Fue secretario del Juzgado de Cañete (1917-1920) y Gobernador de Arauco (1921-1924).
Ejerció la profesión en Concepción y en Cañete hasta que volvió a ser secretario del Juzgado de Cañete (1926-1930).
Fue elegido Diputado por la 18.ª agrupación departamental de Arauco, Lebu y Cañete (1930-1934), integrando la comisión de Reforma Constitucional. Sin embargo, este período legislativo terminó siendo disuelto con la revolución socialista de junio de 1932.
Durante el receso parlamentario se preocupó de sus actividades profesionales y agrícolas; explotó su fundo "El Natri" en Lanalhue.
Fue nombrado Gobernador de Cañete (1938-1940)
Reelecto Diputado por la 18.ª agrupación departamental de Arauco, Lebu y Cañete (1941-1945), integrando esta oportunidad la comisión permanente de Hacienda y la de Constitución, Legislación y Justicia.

## Otras actividades
Fue inspector provincial de la Dirección de Estadística de Arauco (1952-1956).
Organizó el Club de Amigos de Arauco, en Santiago; además fue fundador del Club Radical de Cañete, secretario y presidente del Rotary Club y del Club Social.